# Мадійський сільський округ
Маді́йський сільський округ (каз. Мәди ауылдық округі, рос. Мадийский сельский округ) — адміністративна одиниця у складі Каркаралінського району Карагандинської області Казахстану. Адміністративний центр — село Айрик.
Населення — 279 осіб (2021; 676 у 2009, 1019 у 1999, 1307 у 1989).
Станом на 1989 рік існувала Айрицька сільська рада (села Айрик, Баскудук, Єдрей) ліквідованого Єгіндибулацького району.

## Склад
До складу округу входять такі населені пункти:
| Населений пункт | Населення, осіб (1989) | Населення, осіб (1999) | Населення, осіб (2009) | Населення, осіб (2021) |
| --------------- | ---------------------- | ---------------------- | ---------------------- | ---------------------- |
| Айрик, село     | 816                    | 745                    | 590                    | 235                    |
| Баскудук, село  | 179                    | -                      | -                      | -                      |
| Єдрей, село     | 312                    | 274                    | 86                     | 44                     |